# Československá volejbalová liga mužů
Česko-Slovenská volejbalová liga mužů byla nejvyšší československá volejbalová soutěž mužů. Vznikla v roce 1924 a probíhala do roku 1992. Dobově byla označována jako I. československá liga. Organizoval ji Československý volejbalový svaz (ČSVS). Nejúspěšnějším týmem se stal Olymp Praha (dříve Rudá hvězda Praha), který v ní dokázal zvítězit děvetkrát.
Do roku 1954 se hrálo finále formou turnajů, v nichž byly zastoupeny nejlepší družstva územních soutěží (nejčastěji Čechy, Morava, Slovensko). Od roku 1955 se již hrálo ligovým systémem v jedné celostátní skupině.

## Přehled sezón
| Rok  | Vítěz                   |
| ---- | ----------------------- |
| 1924 | Strakova Akademie Praha |
| 1925 | VVK Praha               |
| 1926 | VVK Praha               |
| 1927 | Strakova Akademie Praha |
| 1928 | Strakova Akademie Praha |
| 1929 | Sokol Kroměříž          |
| 1930 | Strakova Akademie Praha |
| 1931 | Strakova Akademie Praha |
| 1932 | Sokol Kroměříž          |
| 1933 | VŠ Marathon Praha       |
| 1934 | VOS Praha               |
| 1935 | Sokol Plzeň             |
| 1936 | Sokol Kroměříž          |
| 1937 | Sokol Vysočany          |
| 1938 | Sokol Vysočany          |
| 1939 | Sokol Pardubice         |
| 1940 | SK Philips Praha        |
| 1941 | SK Philips Praha        |
| 1942 | SK Viktorie Plzeň       |
| 1943 | SK Philips Praha        |
| 1944 | SK Pardubice            |
| 1945 | SK Philips Praha        |
| 1946 | SK Brno Židenice        |

| Rok  | Vítěz                |
| ---- | -------------------- |
| 1947 | SSK Život Praha      |
| 1948 | Sokol Kolín          |
| 1949 | Sokol Kolín          |
| 1950 | ATK Praha            |
| 1951 | ATK Praha            |
| 1952 | ATK Praha            |
| 1953 | ÚDA Praha            |
| 1954 | ÚDA Praha            |
| 1955 | ÚDA Praha            |
| 1956 | Slavia VŠ Praha      |
| 1957 | Slavia VŠ Praha      |
| 1958 | Slavia VŠ Praha      |
| 1959 | Slavia VŠ Praha      |
| 1960 | Dukla Kolín          |
| 1961 | Dukla Kolín          |
| 1962 | Lokomotiva Praha     |
| 1963 | Dukla Kolín          |
| 1964 | Slavia VŠ Praha      |
| 1965 | Spartak ZJŠ Brno     |
| 1966 | Rudá Hvězda Praha    |
| 1967 | Spartak ZJŠ Brno     |
| 1968 | VŽKG Ostrava         |
| 1969 | Zetor Zbrojovka Brno |

| Rok  | Vítěz                |
| ---- | -------------------- |
| 1970 | Zetor Zbrojovka Brno |
| 1971 | Zetor Zbrojovka Brno |
| 1972 | Rudá Hvězda Praha    |
| 1973 | Dukla Liberec        |
| 1974 | Zetor Zbrojovka Brno |
| 1975 | Dukla Liberec        |
| 1976 | Dukla Liberec        |
| 1977 | Aero Odolena Voda    |
| 1978 | ČH Bratislava        |
| 1979 | ČH Bratislava        |
| 1980 | Dukla Liberec        |
| 1981 | ČH Bratislava        |
| 1982 | Rudá Hvězda Praha    |
| 1983 | Dukla Liberec        |
| 1984 | Rudá Hvězda Praha    |
| 1985 | Rudá Hvězda Praha    |
| 1986 | Rudá Hvězda Praha    |
| 1987 | Aero Odolena Voda    |
| 1988 | Aero Odolena Voda    |
| 1989 | Rudá Hvězda Praha    |
| 1990 | Zetor Zbrojovka Brno |
| 1991 | Olymp Praha          |
| 1992 | Olymp Praha          |

## Historické statistiky
| Klub                                   | Vítězství                                                |
| -------------------------------------- | -------------------------------------------------------- |
| Olymp Praha                            | 9 (1966, 1972, 1982, 1984, 1985, 1986, 1989, 1991, 1992) |
| SK Židenice / Spartak / Zbrojovka Brno | 8 (1946, 1965, 1967, 1969, 1970, 1971, 1974, 1990)       |
| ATK / ÚDA Praha                        | 6 (1950, 1951, 1952, 1953, 1954, 1955)                   |
| Dukla Liberec                          | 5 (1973, 1975, 1976, 1980, 1983)                         |
| Slavia VŠ Praha                        | 5 (1956, 1957, 1958, 1959, 1964)                         |
| Sokol / Dukla Kolín                    | 5 (1948, 1949, 1960, 1961, 1963)                         |
| VŠ Strakova akademie Praha             | 5 (1924, 1927, 1928, 1930, 1931)                         |
| SK Philips Praha                       | 4 (1940, 1941, 1943, 1945)                               |
| Aero Odolena Voda                      | 3 (1977, 1987, 1988)                                     |
| ČH Bratislava                          | 3 (1978, 1979, 1981)                                     |
| Sokol Kroměříž                         | 3 (1929, 1932, 1936)                                     |
| Sokol / SK Pardubice                   | 2 (1939, 1944)                                           |
| Sokol / SK Viktorie Plzeň              | 2 (1935, 1942)                                           |
| Sokol Vysočany                         | 2 (1937, 1938)                                           |
| VVK Praha                              | 2 (1925, 1926)                                           |
| VŽKG Ostrava                           | 1 (1968)                                                 |
| Lokomotiva Praha                       | 1 (1962)                                                 |
| SSK Život Praha                        | 1 (1947)                                                 |
| VOS Praha                              | 1 (1934)                                                 |
| VŠ Marathon Praha                      | 1 (1933)                                                 |